# The Flag of Freedom
The Flag of Freedom è un cortometraggio muto del 1913 diretto da Edmund Lawrence. Il film era interpretato da Tom Moore e da Alice Joyce.

## Produzione
Il film fu prodotto dalla Kalem Company.

## Distribuzione
Distribuito dalla General Film Company, il film - un cortometraggio in una bobina - uscì nelle sale USA il 4 gennaio 1913.